# John Lucas II
John Harding Lucas Jr., também conhecido por John Lucas II (Durham, 31 de outubro de 1953) é um ex-jogador e treinador de basquete profissional norte-americano. Jogou 14 temporadas na National Basketball Association (NBA) e treinou 6 equipes da confederação. Com 1.89 metros de altura, jogava como armador. É pai do atual jogador John Lucas III.
Ele participou da  Seleção norte-americana no Campeonato Mundial de Basquetebol de 1974, que conquistou a medalha de bronze. Ficou quatorze anos na NBA, inclusive no Houston Rockets vice-campeão de 1986. No entanto, sua carreira foi afastada pelo uso de cocaína e pelo alcoolismo. Jogadores como Mitchell Wiggins e Lewis Lloyd foram banidos do esporte, mas Lucas submeteu-se a tratamento e não foi. Depois do incidente jogou mais quatro anos até aposentar-se.
Após encerrar sua carreira de jogador e reabilitar do uso de drogas, além de criar uma organização para proteger atletas do mal, Lucas tornou-se treinador. Ele treinou San Antonio Spurs, Philadelphia 76ers e Cleveland Cavaliers, obtendo uma sequência negativa de 174-258. Também foi assistente técnico no Denver Nuggets. Atualmente é assistente técnico de Mike Dunleavy nos Los Angeles Clippers.

## Carreira

### Como jogador
- Houston Rockets (1976-1978)
- Golden State Warriors (1978-1981)
- Washington Bullets (1981-1983)
- San Antonio Spurs (1983-1984)
- Houston Rockets (1984-1986)
- Milwaukee Bucks (1986-1988)
- Seattle Supersonics (1988-1989)
- Houston Rockets (1989-1990)

```
treinador
```

- San Antonio Spurs (1992-1994)
- Philadelphia 76ers (1994-1996)
- Cleveland Cavaliers (2001-2003)